# Obelidium mucronatum
Obelidium mucronatum är en svampart som beskrevs av Nowak. 1877. Obelidium mucronatum ingår i släktet Obelidium och familjen Chytridiaceae.   Inga underarter finns listade i Catalogue of Life.